# کهکشان اقماری

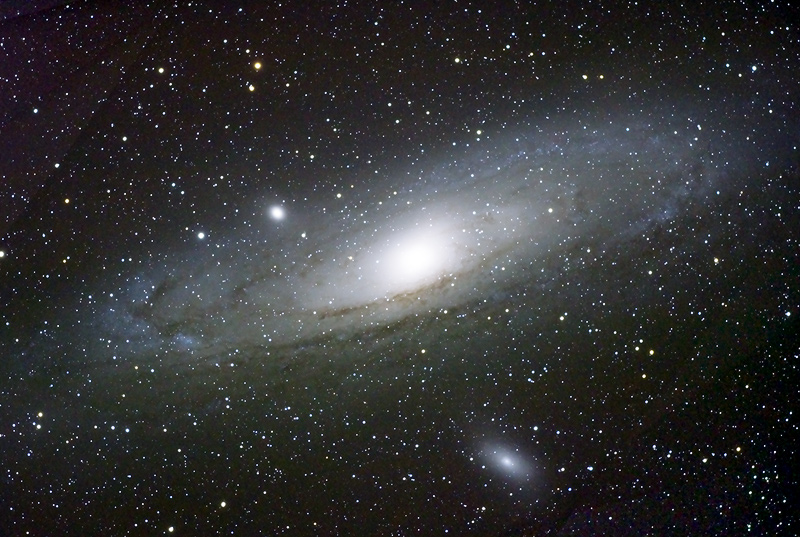
کهکشان زن برزنجیر، یا آندروما با دو کهکشان اقماری مسیه ۱۱۰ و مسیه ۳۲

کهکشان اقماری (به انگلیسی: Satellite galaxy) کهکشانی است که به صورتی مداری گرد یک کهکشان بزرگ می‌چرخد. این گردش بر اثر کشش گرانشی است. کهکشان دارای یک گرانیگاه دارد.

در یک جفت کهکشانی که حالت مداری دارند اگر یکی بسیار بزرگتر از دیگر باشد، کهکشان بزرگتر کهکشان اصلی و دومی اقماری نامیده می‌شود. اگر دو تا کهکشان تقریباً هم اندازه باشد، به آن‌ها سامانهٔ دوتایی گفته می‌شود.